# قطری بن فجاءه

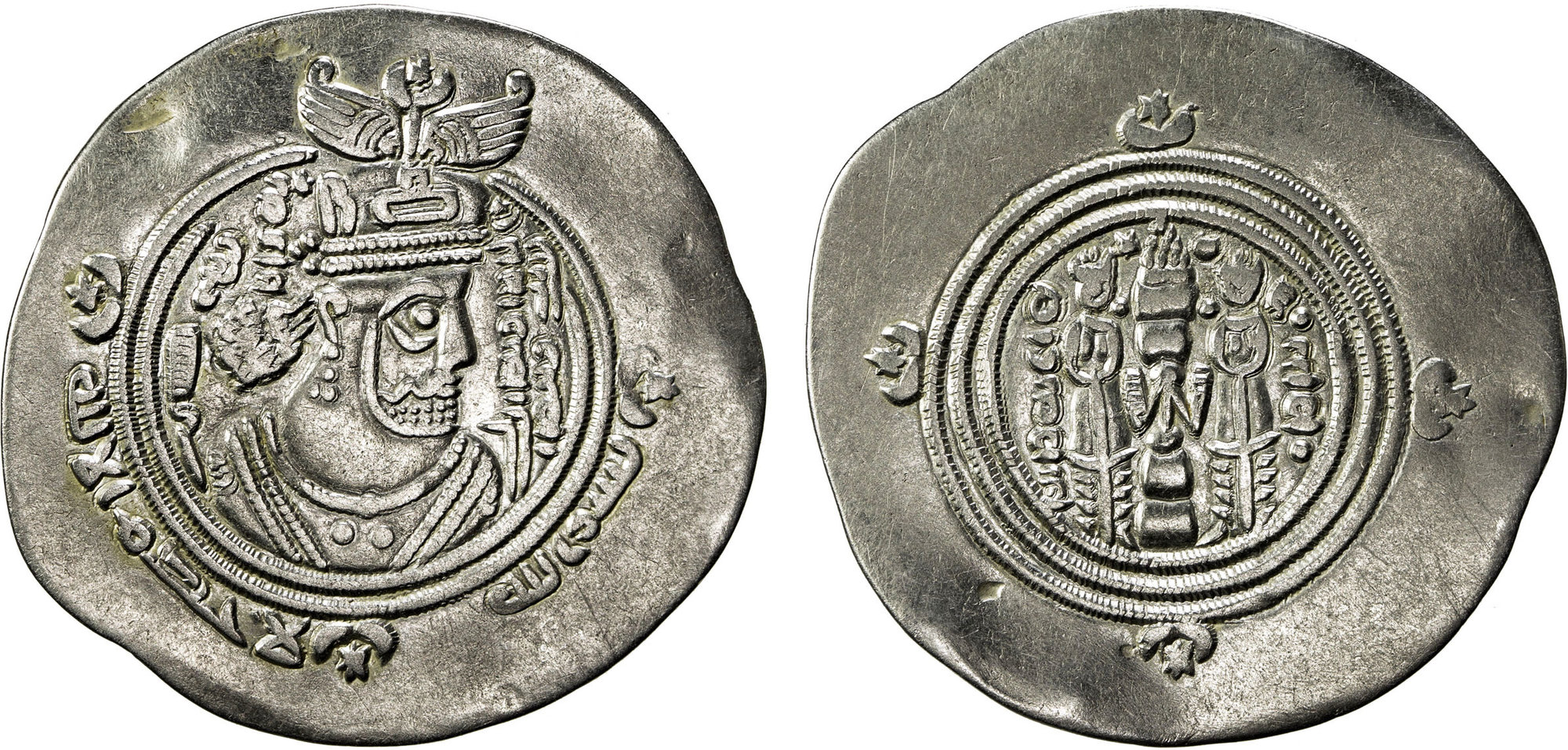
سکه قطری بن فجاة با شعار مخصوص خوارج «لا حکم الا لله»

قَطَری بن فُجائهٔ مازِنی (عربی: قَطَري بن الفُجاءة; درگذشت در حدود ۶۹۸–۶۹۹ م) از رهبران خوارج و یک شاعر بود. او متولد الخوایر بود و بیش از ده سال رهبری فرقه ازارقه را پس از نجد بن امیر عهده‌دار بود. او رهبری قیامی علیه بنی امیه را برای بیش از ۲۰ سال برعهده داشت.
او نخستین خوارجی بود که سکه‌ای به نامش ضرب شده که مورخ به ۶۸۸ یا ۶۸۹ است. این سکه از نوع عرب-ساسانی است و به پهلوی عبارت «'عبدالله قطری، فرمانده فاتح، که افزایش سلطنتی شکوه را موجب است» بر آن حک شده.

در جریان فتنه دوم، یکی از فرماندهان مشهور خوارج به نام قطری بن فجاه، که محبوب‌ترین، تحسین برانگیزترین و قدرتمندترین رهبر خوارج بود، ازارقه را که یکی از فرقه‌های فرعی از خوارج بود، رهبری می‌کرد. او لقب امیرالمؤمنین را داشت و بیش از ۱۰ سال بر جریان رادیکال ازارقه حکومت کرد. او در الخویر قطر به دنیا آمد و همچنین اولین سکه‌های شناخته شده خوارج را ضرب کرد که قدیمی‌ترین آنها به سال ۶۸۸ یا ۶۸۹ بازمی‌گردد.
خلافت اموی از اواخر قرن هفتم، تغییرات سیاسی و مذهبی زیادی را در غرب آسیا به وجود آورد. در نتیجه در پایان قرن هفتم قیام‌های زیادی علیه امویان به ویژه در قطر و بحرین رخ داد. ابن فجاه بیش از بیست سال قیام علیه خلفای اموی را رهبری کرد.
در سال ۷۵۰، نارضایتی در خلافت به دلیل رفتار با شهروندان غیر عرب در امپراتوری بنی امیه به حد بحرانی رسیده بود. انقلاب عباسیان منجر به سرنگونی خلافت اموی و آغاز دوره عباسیان شد.

## اصطلاح خاک بر سر شدن
در دوران خلافت عبدالملک اموی، قطری ابن الفجاه رئیس خوارج از ترس حجاج بن یوسف والی عراق به طبرستان گریخت و به حاکم طبرستان، اسپهبد فرخان پناه آورد. اسپهبد فرخان که در گیلان و طبرستان حکومت می کرد همان است که شهری برپا کرد و به نام فرزند کوچکش سارویه آن را ساری نامید که در شمال ایران قرار دارد.
اسپهبد فرخان فرمان داده بود که کسی به قطران که در پناه اسپهبد در دماوند اقامت کرده بود، آزار نرساند و نیازمندی های او را برآورده سازند. ولی چون فصل سرما و زمستان سپری شد قطری حق نمک به جای نیاورد و رسولی نزد اسپهبد فرخان فرستاد و پیام داد که باید به دین و آیین ما در آیی و گرنه برای جنگ آماده باش. پس از آن هم با دستبرد زدن به آبادی ها و روستاهای اطراف دارای قدرت بسیاری شد.
حجاج بن یوسف چون از قدرت یافتن قطری آگاه شد سفیان کلبی را با لشکر بزرگی به دفع قطری و خوارج فرستاد.
سفیان کلبی چون به ری رسید، اسپهبد در نامه ای که توسط رسولی برای او فرستاد به او پیشنهاد کرد که اگر قصد طبرستان نکند، او آماده است در جنگ با قطری او را یاری کند که این پیشنهاد مورد پذیرش سفیان کلبی قرار گرفت.

قطری چون از جریان آگاه شد بی درنگ از دماوند به سمنان عقب نشست. ولی اسپهبد او را دنبال نمود و در نبردی بر او چیره شد و سرش را از تن جدا کرده و تحویل سفیان کلبی داد. سفیان نیز آن را همراه با همه ی غنایم بدون آن که نامی از رشادت و دلیری اسپهبد بیاورد به نام خود برای حجاج بن یوسف در کوفه فرستاد.

حجاج بن یوسف که از این پیروزی بسیار خوش حال شده بود چندی بعد که شنید این کار در واقع به دست اسپهبد انجام گرفته است از سفیان کلبی به خشم آمد و رسولی با یک خروار زر و یک خروار خاک به ری فرستاد و فرمان داد رسیدگی کنند که اگر این پیروزی بدون کمک اسپهبد از دست سفیان کلبی بر آمده است این زر را به سپاس از این خدمت به سفیان بدهند ولی اگر این کار به دست اسپهبد پایان گرفته است این زر را به اسپهبد بدهند و آن خاک را در وسط بازار شهر بر سر سفیان بریزند.

و چون رسول بیامد و حقیقت آشکار شد، در اجرای فرمان حجاج زر به اسپهبد دادند و سفیان در وسط بازار خاک بر سر شد و از آن تاریخ است که عبارت خاک بر سر به صورت اصطلاح درآمده است.   

## در میان ازارقه
در ۶۸۷ ابن فجاة رهبری فرقهٔ ازارقه از خوارج را عهده‌دار بود و در فتنه دوم حضور داشت. او سربازان خود را به کرمان، اهواز و بصره برد.
حدود ۶۹۸ یا ۶۹۹ فرماندار عراق، الحجاج ابن یوسف دو ژنرالش مهلب بن ابی‌صفره و سفیان بن البراد الکلبی را برای حمله به ابن فجاه فرستاد و مردان او در تدارک حمله به طبرستان بودند. پس از فرار به کومس ابن فجاه با سپاه سفیان مواجه شد. ابن فجاه در این درگیری شکست خورد و منهدم شد. مدت کوتاهی پس از نبرد با بقایای جناح ازارقه تحت رهبری عبید بن هلال درآمد.